# Surchuri
Surchuri (in cirillico: Сурхури; letteralmente tradotto come Solstizio d'inverno) è una festività d'origine pagana che si celebra molto sentitamente nella Repubblica autonoma della Ciuvascia in Russia. Celebrato all'arrivo dell'inverno, fino all'avvicinarsi del Natale cristiano.

## Informazioni di carattere generale
Il surchuri si celebra generalmente per una settimana. A seguito dell'adozione del Cristianesimo, questa festa nazionale, Capodanno venne a coincidere con il Natale cristiano (raštav) e continua fino alla festa del Battesimo del Signore (ciuvascio: kăšarni šuçi). Durante la celebrazione si eseguono dei riti per assicurare il successo economico e il benessere personale, un buon raccolto, salute del bestiame e buone nascite nel nuovo anno.